# オットー・ショッテンハイム
オットー・ショッテンハイム（Otto Schottenheim, 1890年10月20日 - 1980年9月2日）は、ドイツの政治家、医師。1933年から1945年までレーゲンスブルクの上級市長（Oberbürgermeister）を務めた。親衛隊（SS）隊員としての最終階級は親衛隊少将。

## 経歴
1890年、郵便局員の息子としてレーゲンスブルクにて生を受ける。初等教育を受けた後はヴュルツブルク大学、エアランゲン大学、ミュンヘン大学にて医学を学んだ。1912年、学生結社ブルシェンシャフト・ブーベンロイター・エアランゲンの会員となる。1920年に博士号を得た後、レーゲンスブルクにて開業医となる。
第一次世界大戦には軍医として従軍する。敗戦後、フライコール組織に加わり、1919年5月にはバイエルン・レーテ共和国の打倒に参加した。1922年頃、オーベルラント同盟にて右派の政治活動に関与する。
1929年4月1日、国家社会主義ドイツ労働者党（NSDAP, ナチ党）に入党し、間もなく親衛隊（SS）にも入隊した。NSDAPの党員番号は122,988で、SSの隊員番号は1,527だった。ショッテンハイムはSS以外にも突撃隊（SA）を始めとする複数の党組織に所属し、レーベンスボルンでも一時働いた。

### ナチス・ドイツ
NSDAPの権力掌握が行われた後の1933年3月20日、レーゲンスブルク上級市長オットー・ヒップはSAの圧力を受けて辞職を余儀なくされる。同日、ショッテンハイムが立候補し、後継者としての指名を受けた。1934年10月、市議会により正式に市長に任命され、この際に診療所は廃業している。バイエルン人民党出身で1925年以来務めてきた副市長ハンス・ヘルマンは、ショッテンハイムの市長就任後も留任した。メッサーシュミット社の諮問委員会など、ショッテンハイムは複数の委員会に名を置いていた。NSDAPにより市長職の権限が縮小されていく中でも、彼はショッテンハイムジードルング（Schottenheimsiedlung）として知られる住宅団地（ジードルング）の建設を行わせている。現在、この住宅団地はコンラートジードルングと改称されている。
SA隊員としてはSA衛生少将（Sanitätsbrigadeführer）の階級にあった。SS隊員としては少なくとも1944年4月20日までにSS少将へと昇進している。ポーランド侵攻の最初の週には軍医として前線に派遣された。医師としての彼は、党が提唱する断種政策の支持者だった。1945年4月30日、連合国軍により逮捕される。

### 敗戦後
1947年春、ショッテンハイムは非ナチ化プロセスの中で「重要犯」（Hauptschuldiger）の区分で起訴され、労働収容所での懲役4年と財産没収が宣告された。弁護団は市長たるショッテンハイムが平和的な降伏を行ったからこそ、レーゲンスブルクの街は破壊を免れたのだと主張し、非ナチ化裁判所に反論した。1948年8月27日、彼の罪状区分が「非重要犯」（minderbelastet）に切り替えられ、刑務所での懲役3年のみに減刑された。1949年のシナゴーグ放火裁判（Synagogenbrandprozess）でも彼は起訴を受けた。これは1938年11月9日の水晶の夜事件に関する裁判で、彼が現場に居合わせたのは確かだが、消防隊到着前に自主的な消火活動を行っていたとして無罪となっている。

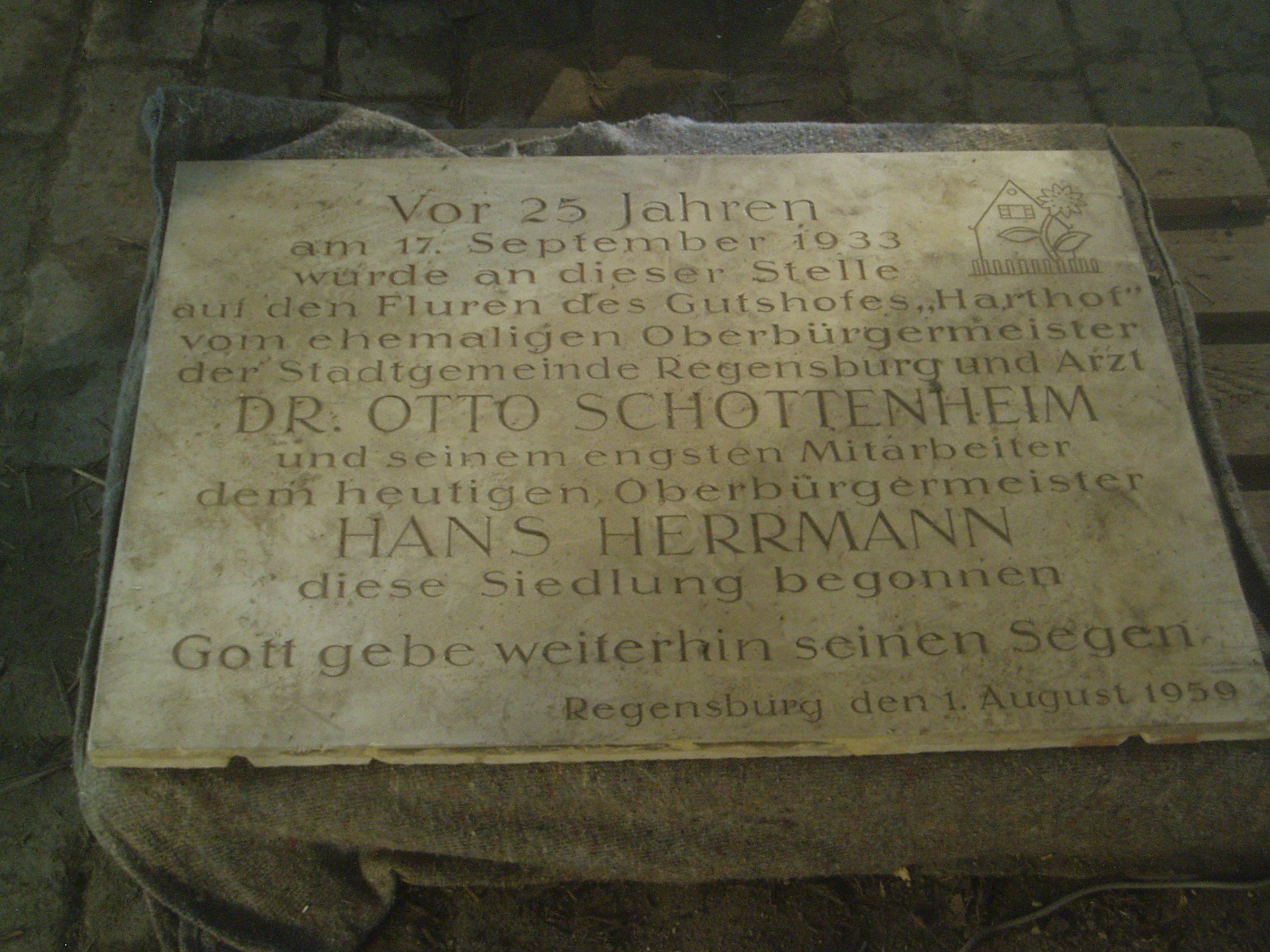
1990年代中頃まで設置されていたショッテンハイムの記念碑

1950年代に入ると、ショッテンハイムは「非ナチ化されたドイツ」の支持者として振る舞うようになり、再び医師として働き始めた。レーゲンスブルク市議会では元市長たるショッテンハイムに対する地方自治体年金の支払いを繰り返し拒否していたが、1955年にはバイエルン州政府の命令により支払いが行われた。この判断には、かつて副市長としてショッテンハイムに仕えたハンス・ヘルマンの関与があった。戦後、ヘルマンはキリスト教社会同盟（CSU）に所属し、1952年からはレーゲンスブルク上級市長を務めていた。
1959年8月上旬、ヘルマン上級市長はコンラートジードルング住民会コミュニティハウスに記念碑の設置を行った。この際、ショッテンハイムとヘルマン自身を称える記念碑も設置されたが、ナチス・ドイツ時代の振る舞いについては触れられていなかった。コミュニティハウスの改装後、この記念碑は博物館にて保管されている。

### 死後
1980年9月にショッテンハイムが死去した時、当時の上級市長フリードリッヒ・フィーバッハー（CSU所属）はショッテンハイムを無私の貢献者と称した。ショッテンハイムは敗戦時に自らの危険も顧みずレーゲンスブルクを無抵抗で降伏させ、街を破壊から守ったのだと主張していたが、これは実際には非ナチ化プロセスにおける弁護の為に作り上げられた嘘に過ぎないとも言われている。
ロベルト・ビュルゲル大佐は、ショッテンハイムが街を無抵抗で降伏させるべく、市有の貨物トラックを提供して軍部隊を撤退させたと主張していた。ビュルゲルの主張は後に否定されている。